# لیتل توکیو

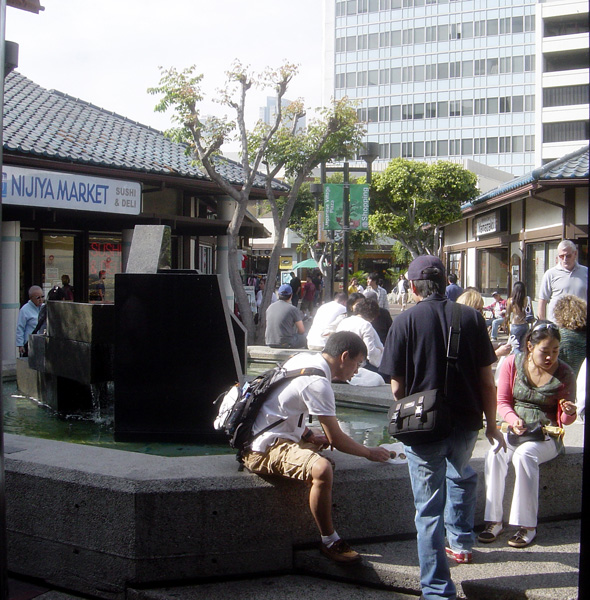
لیتل توکیو

لیتل توکیو (به انگلیسی: Little Tokyo) یا توکیوی کوچک نام بزرگترین منطقهٔ ژاپنی‌نشین در کشور آمریکاست. این منطقه در شهر لوس آنجلس واقع شده‌است. تاریخچه ایجاد این محله به سال ۱۸۸۴ میلادی برمی‌گردد.